# CSF2
CSF2 (англ. Colony stimulating factor 2) — білок, який кодується однойменним геном, розташованим у людей на короткому плечі 5-ї хромосоми. Довжина поліпептидного ланцюга білка становить 144 амінокислот, а молекулярна маса — 16 295.
| 10         |  | 20         |  | 30         |  | 40         |  | 50         |
| ---------- |  | ---------- |  | ---------- |  | ---------- |  | ---------- |
| MWLQSLLLLG |  | TVACSISAPA |  | RSPSPSTQPW |  | EHVNAIQEAR |  | RLLNLSRDTA |
| AEMNETVEVI |  | SEMFDLQEPT |  | CLQTRLELYK |  | QGLRGSLTKL |  | KGPLTMMASH |
| YKQHCPPTPE |  | TSCATQIITF |  | ESFKENLKDF |  | LLVIPFDCWE |  | PVQE       |

A: Аланін

C: Цистеїн

D: Аспарагінова кислота

E: Глутамінова кислота

F: Фенілаланін

G: Гліцин

H: Гістидин

I: Ізолейцин

K: Лізин

L: Лейцин

M: Метіонін

N: Аспарагін

P: Пролін

Q: Глутамін

R: Аргінін

S: Серин

T: Треонін

V: Валін

W: Триптофан

Кодований геном білок за функціями належить до цитокінів, факторів росту.
Задіяний у такому біологічному процесі, як поліморфізм.
Секретований назовні.